# Barriera invisibile
Barriera invisibile (Gentleman's Agreement) è un film del 1947 di Elia Kazan ispirato al best seller omonimo di Laura Z. Hobson.

## Trama
Philip Schuyler Green è un affermato giornalista americano che trasloca dalla California a New York assieme al figlio Tommy e la madre malata di cuore. Quel giorno Phil riceve un nuovo incarico dal suo capo, John Minify: dovrà scrivere un articolo sull'antisemitismo. Dopo aver riflettuto a lungo per trovare un'idea brillante e originale, Phil decide di fingersi ebreo per qualche settimana per provare sulla sua pelle le conseguenze dell'antisemitismo. Phil rivela la verità soltanto a sua madre, a Tommy, al suo migliore amico ebreo Dave Goldman che cerca un posto di lavoro e una casa per la sua famiglia, a Minify, e alla nipote di quest'ultimo, Kathy, con cui avvia una relazione sentimentale.
Le reazioni della gente che pensa che lui sia davvero ebreo sono molto differenti: Anne Dettrey, collega e amica di Phil, accetta la cosa senza alcun problema, ma è praticamente l'unica a farlo. I compagni di scuola di Tommy lo prendono in giro crudelmente chiamandolo "sporco ebreo", molti alberghi rifiutano di ospitarlo e molti degli invitati alla festa di fidanzamento di Kathy e Phil organizzata dalla sorella di lei, Jane, non vengono alla festa inventandosi deboli scuse. Kathy stessa, pur non avendo lei di per sé delle ostilità nei confronti degli ebrei, teme le reazioni della gente attorno a lei e, nonostante condanni e disprezzi l'antisemitismo non ha il coraggio di far nulla per contrastarlo. Queste differenze di opinioni causano la rottura del rapporto tra Kathy e Phil.
Il giorno dopo Phil pubblica l'articolo che viene molto apprezzato. Anne Dettrey invita Phil a cenare con lei e in questa occasione sostiene di non accettare l'ipocrisia e che Kathy non merita Phil in quanto non possiede la sua stessa integrità morale e non è disposta a fare il passo tra le chiacchiere e le azioni. Ammette anche di essere innamorata di Phil, ma è consapevole che questo sentimento non è contraccambiato. La madre di Phil è entusiasta dell'articolo scritto dal figlio e confessa della sua speranza che le cose cambino in futuro. Dave trova lavoro e fa comprendere a Kathy il suo errore.

## Riconoscimenti
- 1948 - Premio Oscar
  - Miglior film alla 20th Century Fox
  - Migliore regia a Elia Kazan
  - Migliore attrice non protagonista a Celeste Holm
  - Candidatura Miglior attore protagonista a Gregory Peck
  - Candidatura Miglior attrice protagonista a Dorothy McGuire
  - Candidatura Miglior attrice non protagonista a Anne Revere
  - Candidatura Miglior sceneggiatura non originale a Moss Hart
  - Candidatura Miglior montaggio a Harmon Jones
- 1948 - Golden Globe
  - Miglior film drammatico
  - Migliore regia a Elia Kazan
  - Migliore attrice non protagonista a Celeste Holm
  - Golden Globe Speciale a Dean Stockwell
- 1947 - National Board of Review Award
  - Migliore regia a Elia Kazan
- 1947 - New York Film Critics Circle Award
  - Miglior film
  - Migliore regia a Elia Kazan
- 1948 - 13ª Mostra internazionale d'arte cinematografica di Venezia
  - Candidatura Leone d'oro a Elia Kazan

Nel 2017 il film è stato selezionato per la conservazione nel National Film Registry della Biblioteca del Congresso degli Stati Uniti per essere "culturalmente, storicamente ed esteticamente significativo".